# Yağlıkçızade Derviş Mehmed Paixà
Yağlıkçızade Derviş Mehmed Paixà (Istanbul, c. 1735 - Sakız, 1777) fou un gran visir otomà entre 1775 i 1776. Era fill de Yaghlikci Kadrl Agha i va néixer a Istanbul. Va entrar al servei de l'estat i fou ajudant del defterdar Behdjet Efendi, i després dawatdar o dawadar de Naili Abd Allah Pasha, Ali Pasha (silihdar) i de Said Mehmed Pasha. Ascendí a defterdar kesedari (Caixer del Tresor) i secretari de finances (Maliye tedhkiredjisi) el 1768. El 26 de febrer de 1772, quan estava amb l'exèrcit a Shumnu (Xumen) fou nomenat defterdar de la I Divisió, càrrec que excepte per una interrupció el 1773-1774 va ocupar fins a 1775. El 5 d'abril de 1775 va ser nomenat ketkhuda (intendent) del gran visir, i finalment gran visir el 6 de juliol de 1775. La seva actuació fou relaxada, procurant més portar una vida tranquil·la que recuperar al país; finalment fou revocat el 19 de desembre de 1776 i enviat en exili a Gal·lípoli fins que el 10 de febrer de 1777 fou nomenat wali de La Canea a Creta; es va posar malalt durant el viatge al seu govern, i va morir a Quios (Sakiz) abans d'arribar.